# ジェフ・エアーズ
ジェフリー・カーティス・エアーズ（Jeffrey Curtis  Ayres, 生名：Jeffrey Curtis Orcutt, 1987年4月29日 - ）は、アメリカ合衆国カリフォルニア州オンタリオ出身のバスケットボール選手。NBAのサンアントニオ・スパーズ2014年のチャンピオンメンバー。ポジションはPF。

## 経歴

### 学生時代
アリゾナ州立大学では、ヒューストン・ロケッツのジェームス・ハーデンの2年先輩であり、同年にドラフトで、NBA入りした。

### NBA
2009年、ポートランド・トレイルブレイザーズからドラフト全体31位で指名され入団した。2010年4月14日、ゴールデンステート・ウォリアーズ戦でキャリアハイとなる21得点を上げた。
2010-2011シーズンを前に、膝にシーズン全休となる傷を負い、解雇された。
2011年にインディアナ・ペイサーズと契約したが、12月に練習中に負った膝の軽い怪我により2012年まで出場できなかった。4月23日、ペイサーズでの初のスタートで18分出場し、10得点、7リバウンド、1アシスト、2ブロックの記録を残した。
2013年のイースタン・カンファレンスファイナルのマイアミ・ヒート第7戦最終クオーター、ペンダーグラフは、ヒートのガード、ノリス・コールと押し合いをし、レフェリー、ケン・マウアーから両者は退場処分を受けた
2013年7月11日、サンアントニオ・スパーズに移籍した。
2013-14シーズンは故障もなく、スパーズのチームプレースタイルに当初から馴染み、シーズンを通してローテーションに定着し、ロールプレーヤーとして73試合に平均13分出場した。プレーオフも17試合に出場し、自身初のチャンピオンメンバーとなった。
2015年10月31日、NBAチームからの新契約を受けることが出来なかったエイアーズは、NBADLのドラフトでアイダホ・スタンピードから1位指名を受けて契約。2016年1月22日にロサンゼルス・クリッパーズと10日間契約を結び、契約終了後ロサンゼルス・ディーフェンダーズでプレーしていたが、3月15日にクリッパーズとシーズン終了までの契約を結んだ。

### 海外へ
2016年9月21日、ユナイテッド・リーグのPBC CSKAモスクワと契約したものの、NBA復帰を目指す為に11月23日に退団。ロサンゼルス・ディーフェンダーズに復帰。
2017年2月16日、Bリーグ、アルバルク東京への入団が発表された。
2017年8月11日、BSLのエスキシェヒル・バスケットと契約したと報じられた。
2020年6月19日、名古屋ダイヤモンドドルフィンズと契約した 。

## NBA スタッツ

### レギュラーシーズン
| シーズン | チーム               | GP  | GS | MPG  | FG%  | 3P%  | FT%  | RPG | APG | SPG | BPG | PPG |
| -------- | -------------------- | --- | -- | ---- | ---- | ---- | ---- | --- | --- | --- | --- | --- |
| 2009–10  | トレイルブレイザーズ | 39  | 4  | 10.4 | .662 | .000 | .900 | 2.5 | .0  | .2  | .4  | 2.7 |
| 2011–12  | ペイサーズ           | 20  | 1  | 5.3  | .417 | .000 | .571 | 1.6 | .2  | .2  | .1  | 1.7 |
| 2012–13  | ペイサーズ           | 37  | 0  | 10.0 | .484 | .500 | .913 | 2.8 | .4  | .2  | .3  | 3.9 |
| 2013–14  | スパーズ             | 73  | 10 | 13.0 | .580 | .000 | .691 | 3.5 | .8  | .2  | .3  | 3.3 |
| 2014–15  | スパーズ             | 51  | 0  | 7.5  | .579 | .000 | .750 | 2.3 | .3  | .2  | .2  | 2.7 |
| Career   | Career               | 220 | 15 | 10.1 | .554 | .500 | .766 | 2.8 | .4  | .2  | .3  | 3.0 |

### プレーオフ
| シーズン | チーム               | GP | GS | MPG | FG%  | 3P%  | FT%  | RPG | APG | SPG | BPG | PPG |
| -------- | -------------------- | -- | -- | --- | ---- | ---- | ---- | --- | --- | --- | --- | --- |
| 2010     | トレイルブレイザーズ | 3  | 0  | 5.7 | .500 | .000 | .750 | .7  | .0  | .7  | 1.0 | 2.3 |
| 2012     | ペイサーズ           | 4  | 0  | 2.3 | .333 | .000 | .000 | .5  | .0  | .0  | .0  | .5  |
| 2013     | ペイサーズ           | 9  | 0  | 7.9 | .333 | .000 | .000 | 2.0 | .1  | .0  | .2  | 1.8 |
| 2014     | スパーズ             | 17 | 0  | 3.8 | .462 | .000 | .625 | 1.1 | .3  | .0  | .0  | 1.0 |
| Career   | Career               | 33 | 0  | 4.9 | .386 | .000 | .667 | 1.2 | .2  | .1  | .2  | 1.3 |

## その他
学生時代からインディアナ・ペイサーズ時代までは、継父の姓である "ペンダーグラフ" を名乗っていたが、サンアントニオ・スパーズ移籍後、「生まれてくる娘のために、本来と違う名前を名乗ってはいけないと思った」という理由で、2013-2014シーズン開始前に実父の "エアーズ" に改名した。ちなみに生まれた時の姓は "オーカット" である。